# Ремберт Додунс
Ремберт Додунс (на нидерландски: Rembert Dodoens; на латински: Rembertus Dodonaeus) е брабантски ботаник и лекар.

## Биография
Ремберт Додунс е роден на 29 юни 1517 година в Мехелен в хабсбургската провинция Брабант. От 1530 до 1535 година учи медицина, космография и география в Льовенския католически университет, след което от 1538 е лекар в родния си град. От 1542 до 1546 година живее в Базел.
През 1554 година Ремберт Додунс публикува най-известната си книга „Cruydeboeck“, ботанически труд със 715 илюстрации, повлиян от работата на бавареца Леонарт Фукс. Той разделя растителното царство на 6 групи, като разглежда по-подробно лечебните растения. През следващите десетилетия книгата е преведена на много европейски езици и в продължение на две столетия е основен ботанически справочник.
В периода 1575 – 1578 година Додунс е придворен лекар на император Рудолф II във Виена. През 1582 става професор по медицина в Лайденския университет, където остава до края на живота си.
Умира на 10 март 1585 година в Лайден на 67-годишна възраст.